# Nintendo Classic Mini: Super Nintendo Entertainment System
Das Nintendo Classic Mini: Super Nintendo Entertainment System (kurz SNES Classic Mini) in Europa und Australien, alternativ Super NES Classic Edition in Nordamerika, ist eine im September 2017 erschienene stationäre Spielkonsole von Nintendo. Sie ist eine mittels aktueller Technik emulierte und wesentlich kompaktere Neuauflage des Super Nintendo Entertainment Systems von 1991/92.
Es ist der Nachfolger des im Jahr 2016 erschienenem Nintendo Classic Mini: Nintendo Entertainment System.

## Lieferumfang
Im Paket des SNES Classic Mini befinden sich neben der Konsole an sich:
- zwei Nintendo Classic Mini: SNES-Controller mit einer Kabellänge von etwa 140 cm[7] (als Vergleich: Der originale SNES-Controller hat eine Kabellänge von etwa 230 cm)[8]
- ein HDMI-Kabel
- ein USB-Kabel zur Stromversorgung

Ein Steckdosenadapter für das USB-Kabel ist nicht enthalten. Wie bereits bei dem SNES unterscheidet sich dabei das Gehäuse und die Controller der europäischen/australischen Version von der nordamerikanischen Version. Auf der Konsole sind 20 SNES-Klassiker sowie das bislang unveröffentlichte Spiel Star Fox 2 vorinstalliert.

## Spiele
Die Spielsprache ist bei allen Titeln Englisch, da es sich bei allen Spielen jeweils um die US-Fassung handelt. Nintendo entschied sich hierfür, da zu der Zeit des SNES nur der amerikanische NTSC-Standard 60 Hertz unterstützte. Im europäischen Raum gab es den PAL-Standard, der damals lediglich 50 Hertz unterstützte. Entsprechende Spielanleitungen sind auf der Webseite von Nintendo einsehbar.
| Spieletitel                                  | Erscheinungsjahr        | Spielerzahl | Publisher                             | Europa / USA | Japan | Anmerkung |
| -------------------------------------------- | ----------------------- | ----------- | ------------------------------------- | ------------ | ----- | --- |
| Contra III: The Alien Wars                   | 1992                    | 1–2         | Konami                                | ja           | ja    | Ursprünglich als Super Probotector: Alien Rebels in Europa veröffentlicht |
| Donkey Kong Country                          | 1994                    | 1–2         | Nintendo                              | ja           | ja    | |
| EarthBound                                   | 1994 JP 1995 US 2013 EU | 1           | Nintendo                              | ja           | nein  | |
| Final Fantasy III                            | 1994 JP/US 2011 EU      | 1–2         | Square                                | ja           | ja    | Originaltitel: Final Fantasy VI |
| Fire Emblem: Monshō no Nazo                  | 1994                    | 1           | Nintendo                              | nein         | ja    | |
| F-Zero                                       | 1990 JP 1991 US 1992 EU | 1           | Nintendo                              | ja           | ja    | |
| Ganbare Goemon – Yukihime Kyūshutsu Emaki    | 1991 JP 1992 US 1994 EU | 1–2         | Konami                                | nein         | ja    | In Europa und den USA als The Legend of the Mystical Ninja veröffentlicht |
| Kirby Super Star                             | 1996 JP/US 1997 EU      | 1–2         | Nintendo                              | ja           | ja    | Ursprünglich als Kirby’s Fun Pack in Europa veröffentlicht |
| Kirby’s Dream Course                         | 1994 JP 1995 US/EU      | 1–2         | Nintendo                              | ja           | nein  | |
| The Legend of Zelda: A Link to the Past      | 1991 JP 1992 US/EU      | 1           | Nintendo                              | ja           | ja    | |
| Mega Man X                                   | 1993 JP 1994 US/EU      | 1           | Capcom                                | ja           | ja    | |
| Panel de Pon                                 | 1995 JP 1996 US/EU      | 1–2         | Nintendo                              | nein         | ja    | In Europa und den USA als Tetris Attack veröffentlicht |
| Secret of Mana                               | 1993 JP/US 1994 EU      | 1–2         | Square                                | ja           | ja    | |
| Star Fox                                     | 1993                    | 1           | Nintendo                              | ja           | ja    | Ursprünglich als Starwing in Europa veröffentlicht |
| Star Fox 2                                   | zuvor unveröffentlicht  | 1           | Nintendo                              | ja           | ja    | Das Spiel sollte 1995 erscheinen, wurde aber wegen der bevorstehenden Veröffentlichung des Nintendo 64 und dem Wunsch, ein neues Star-Fox-Spiel für das N64 zu entwickeln, ad acta gelegt |
| Street Fighter II Turbo: Hyper Fighting      | 1993                    | 1–2         | Capcom                                | ja           | nein  | |
| Super Castlevania IV                         | 1991                    | 1           | Konami                                | ja           | nein  | |
| Super Formation Soccer                       | 1991 JP 1992 US/EU      | 1–2         | Human Entertainment JP Nintendo US/EU | nein         | ja    | In Europa und den USA als Super Soccer veröffentlicht |
| Super Ghouls ’n Ghosts                       | 1991 JP/US 1992 EU      | 1           | Capcom                                | ja           | ja    | |
| Super Mario Kart                             | 1992 JP/US 1993 EU      | 1–2         | Nintendo                              | ja           | ja    | |
| Super Mario RPG: Legend of the Seven Stars   | 1996 JP/US 2008 EU      | 1           | Nintendo                              | ja           | ja    | |
| Super Mario World                            | 1990 JP 1991 US 1992 EU | 1–2         | Nintendo                              | ja           | ja    | |
| Super Mario World 2: Yoshi’s Island          | 1995 JP/US 1996 EU      | 1           | Nintendo                              | ja           | ja    | |
| Super Metroid                                | 1994                    | 1           | Nintendo                              | ja           | ja    | |
| Super Punch-Out!!                            | 1994 US 1995 EU 1998 JP | 1           | Nintendo                              | ja           | nein  | |
| Super Street Fighter II: The New Challengers | 1993 JP/US 1994 EU      | 1–2         | Capcom                                | nein         | ja    | |

## Super Famicom Mini

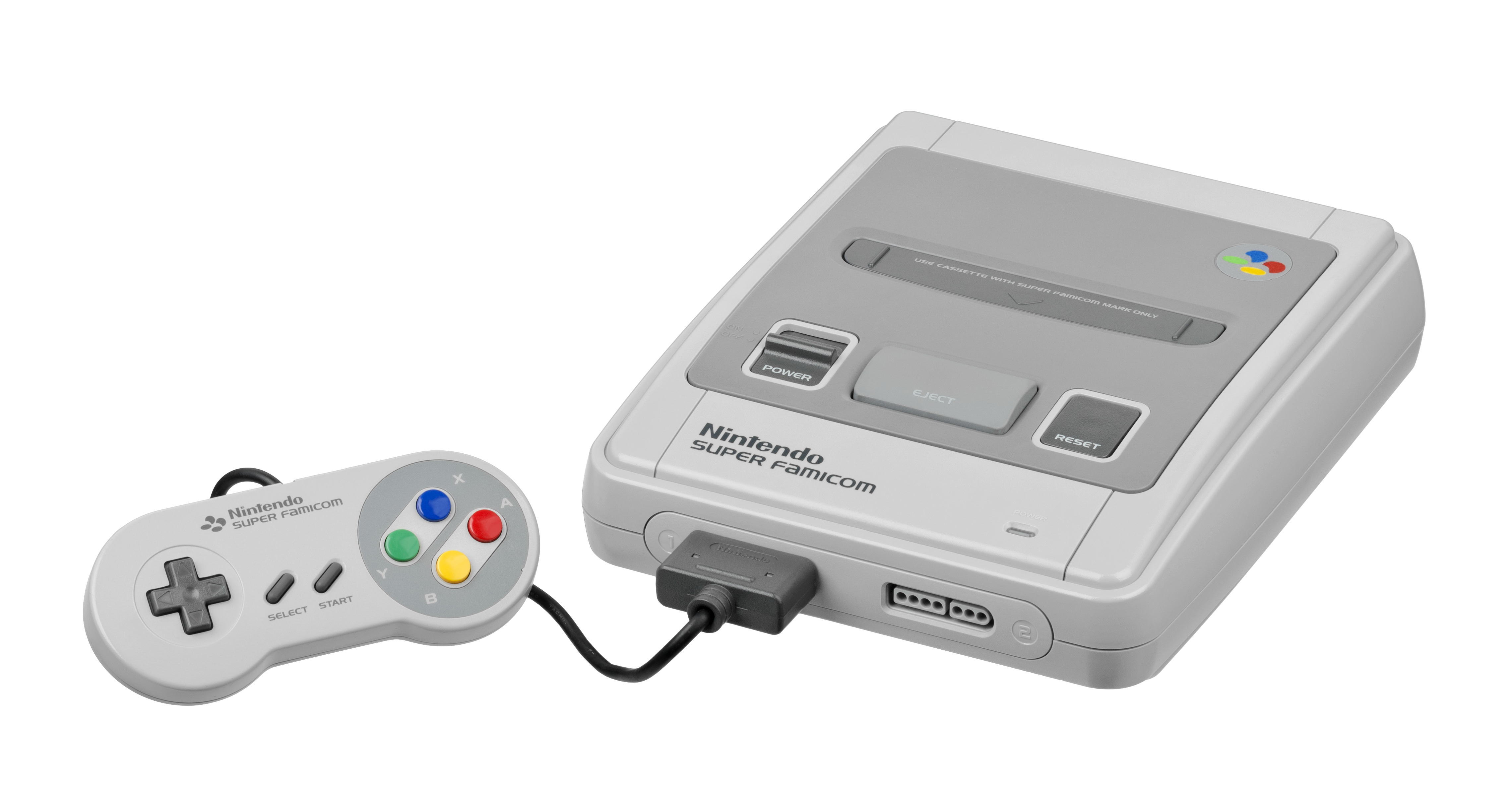
Originaler Super Family Computer (Super Famicom)

Am 5. Oktober 2017 wurde der Nintendo Classic Mini: Super Family Computer in Japan veröffentlicht, welche das japanische Pendant zum Nintendo Classic Mini: Super Nintendo Entertainment System darstellt. Die Spielekonsole ist somit die technisch verbesserte und kompaktere Neuauflage des Super Family Computers (kurz: Super Famicom) von 1990. Bei der Auswahl der 21 vorinstallierten Spiele gibt es Unterschiede zur europäischen/australischen und der nordamerikanischen Version. 16 Spiele des SNES Classic Mini und des Super Famicom Mini sind identisch, hingegen unterscheiden sich 5 Spiele.

## Rezeption
Das Nintendo Classic Mini: Super Nintendo Entertainment System wurde von der Fachpresse überwiegend positiv aufgenommen. Insbesondere die im Vergleich zur Vorgängerkonsole längeren Controllerkabel, das zweite sich im Lieferumfang befindliche Gamepad sowie die Zurückspulfunktion wurde gelobt.
Die Veröffentlichung des SNES Mini ist einer Analyse zufolge ausschlaggebend für die anschließend sinkenden Preise auf dem Gebrauchtmarkt für die originale Konsole und Module aus den 1990er-Jahren.

## Galerie

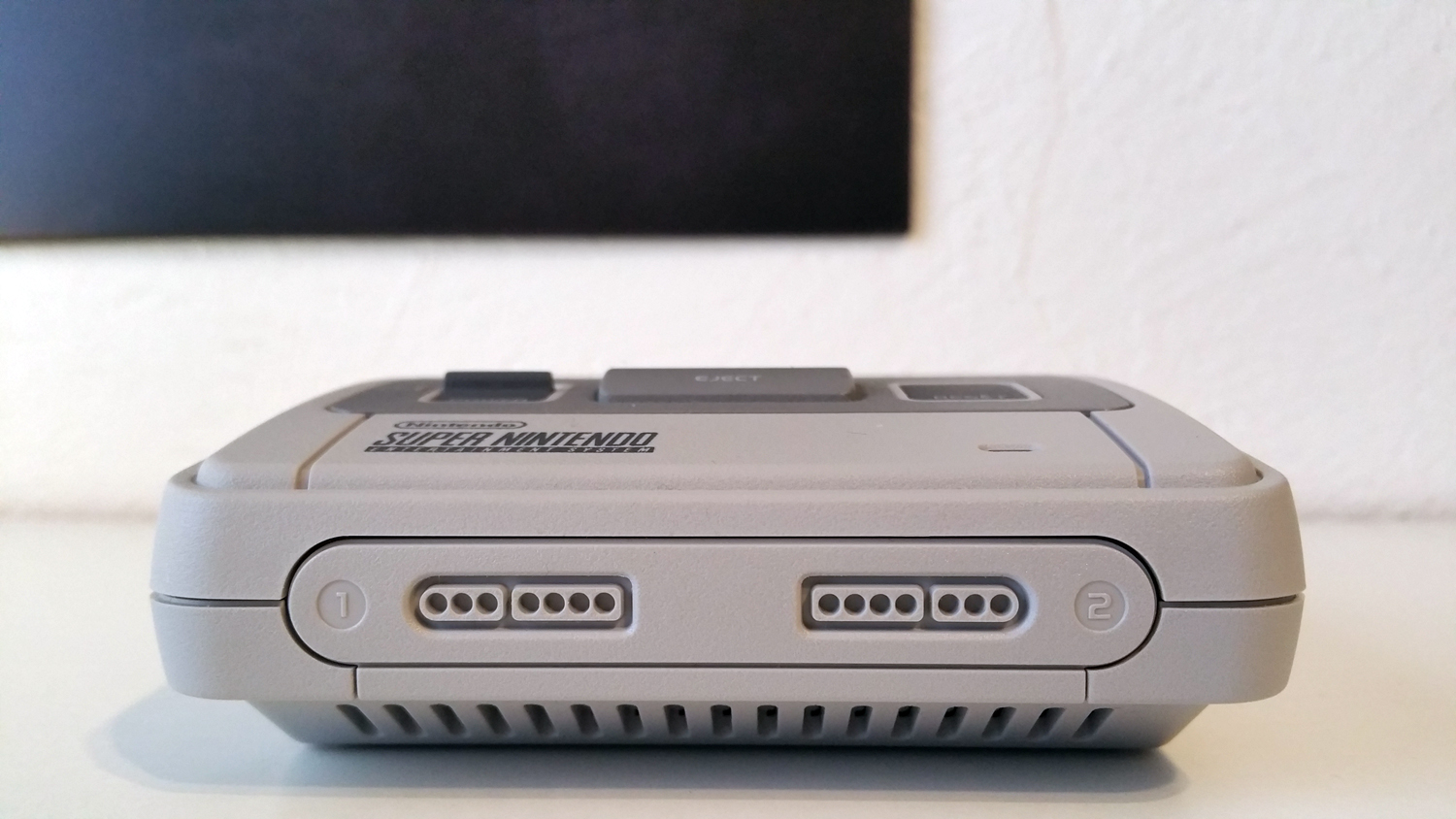
Front
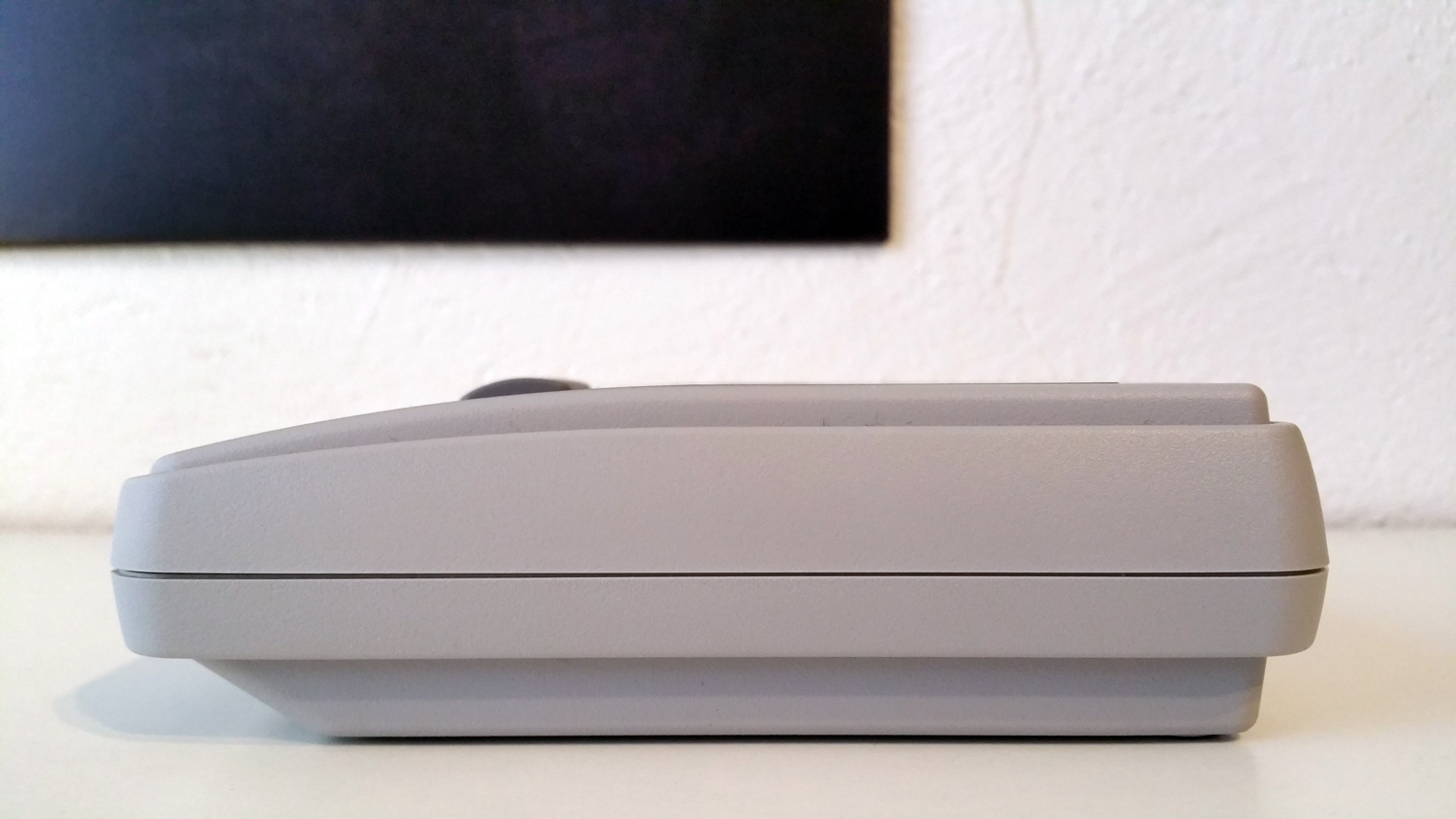
Linke Seite
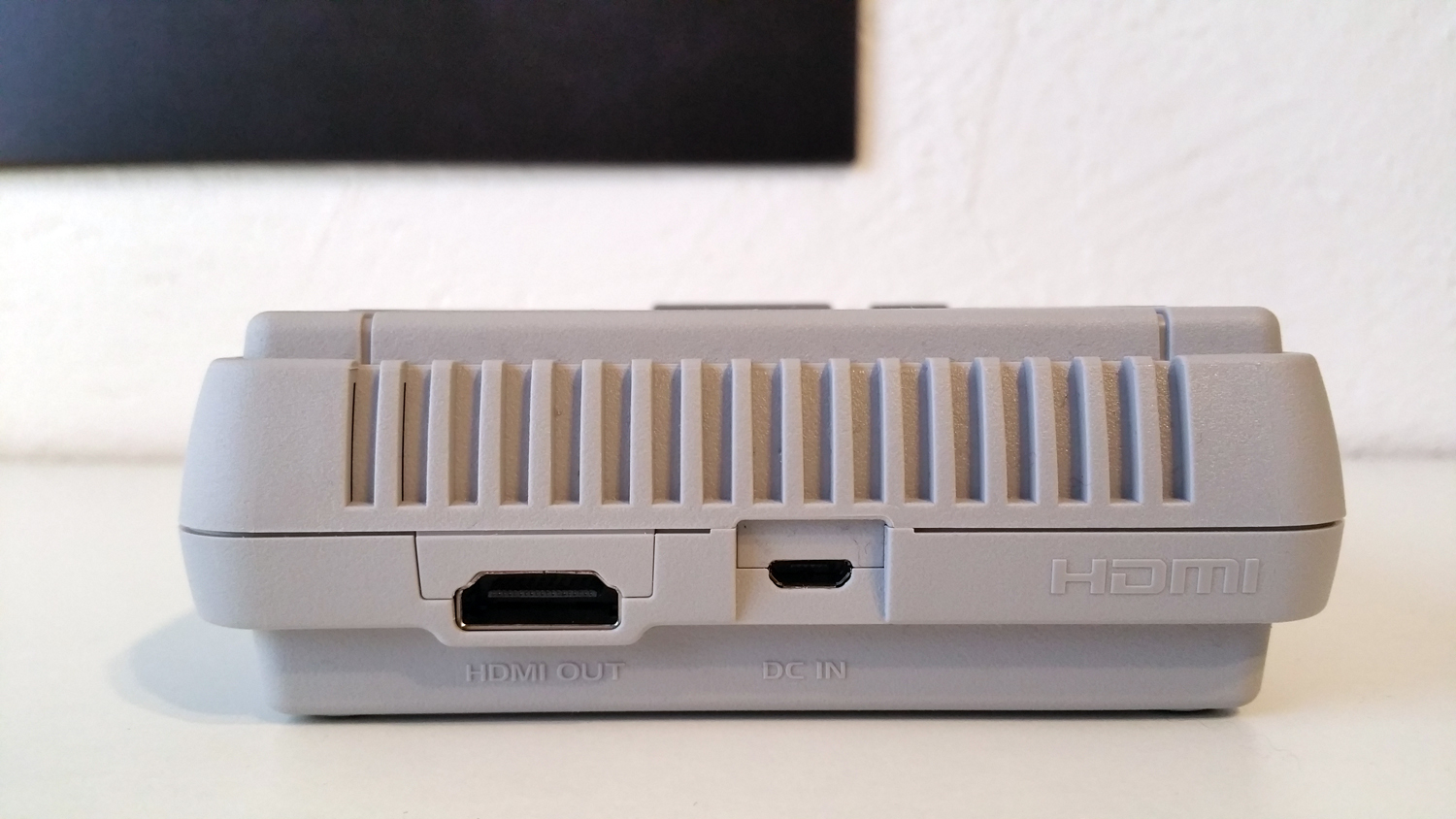
Rückseite
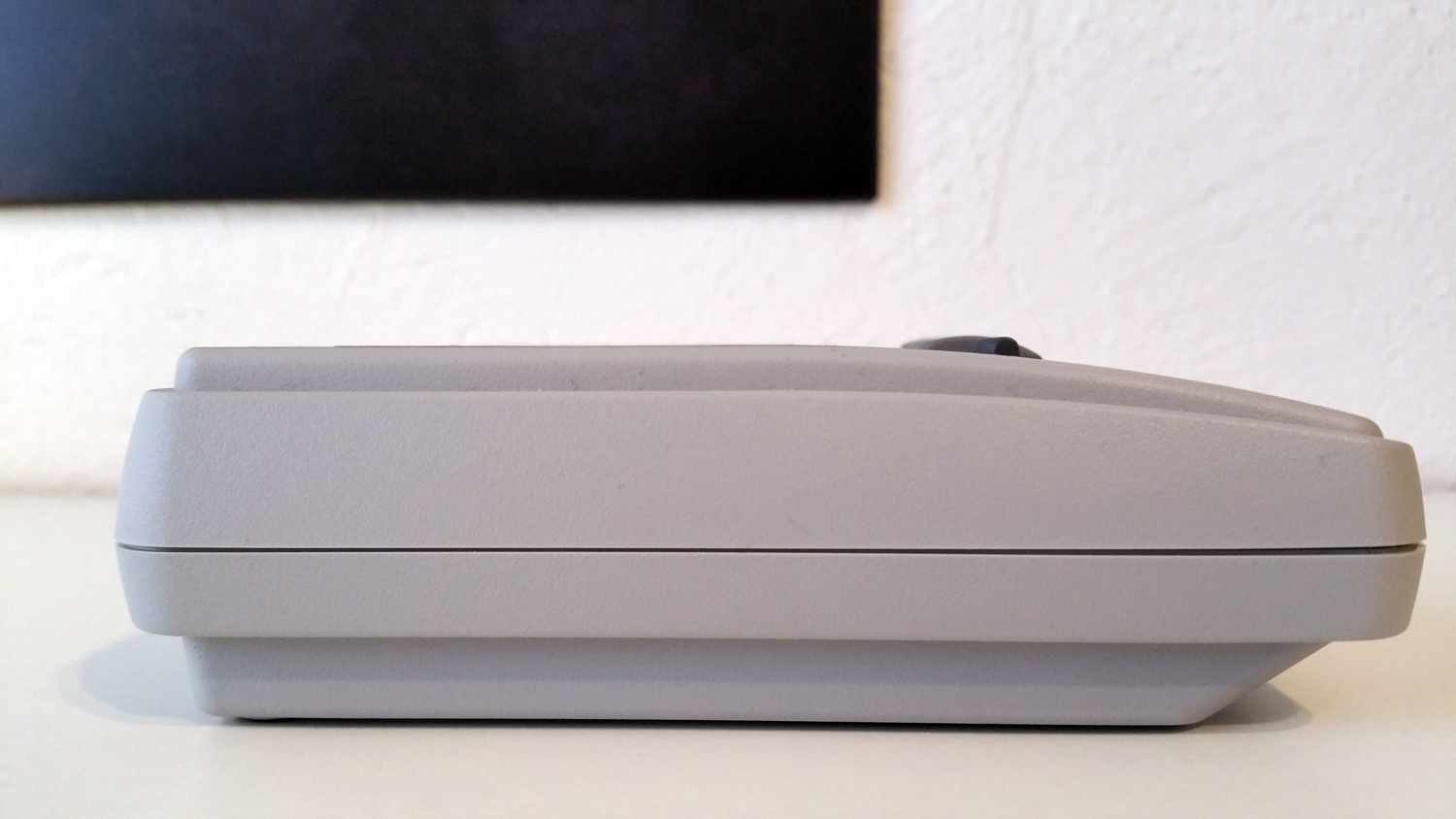
Rechte Seite
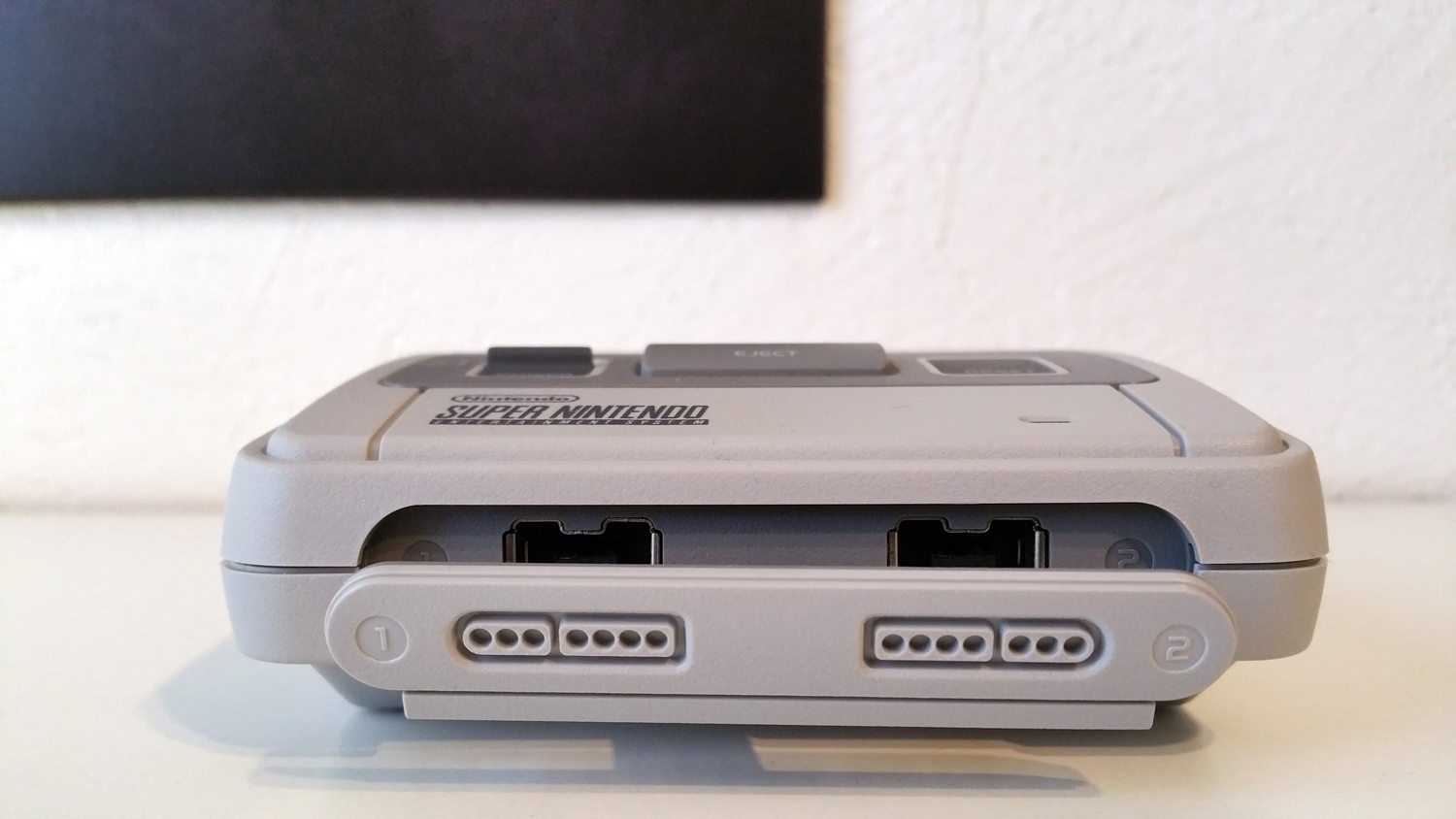
Offene Front
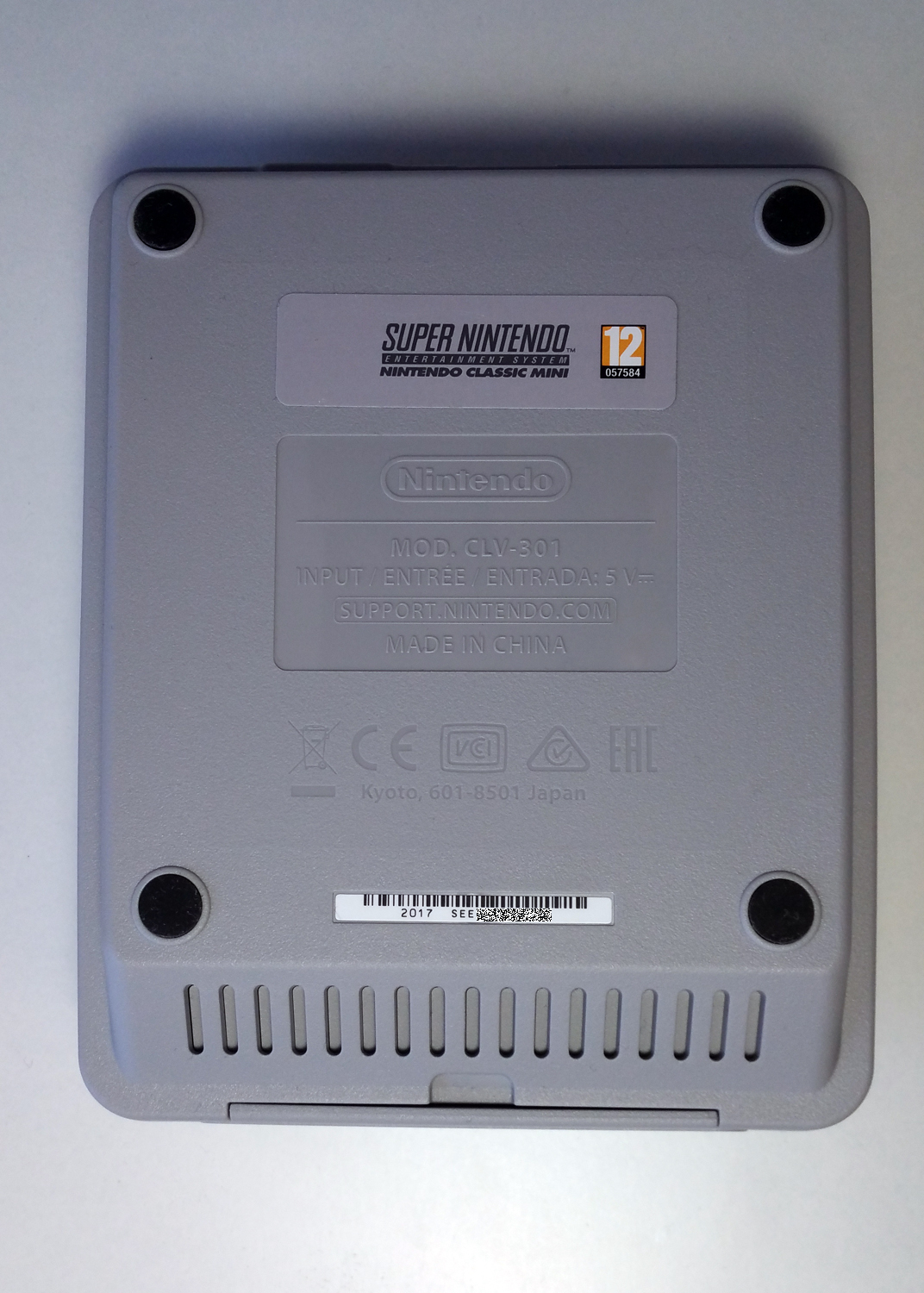
Unterseite
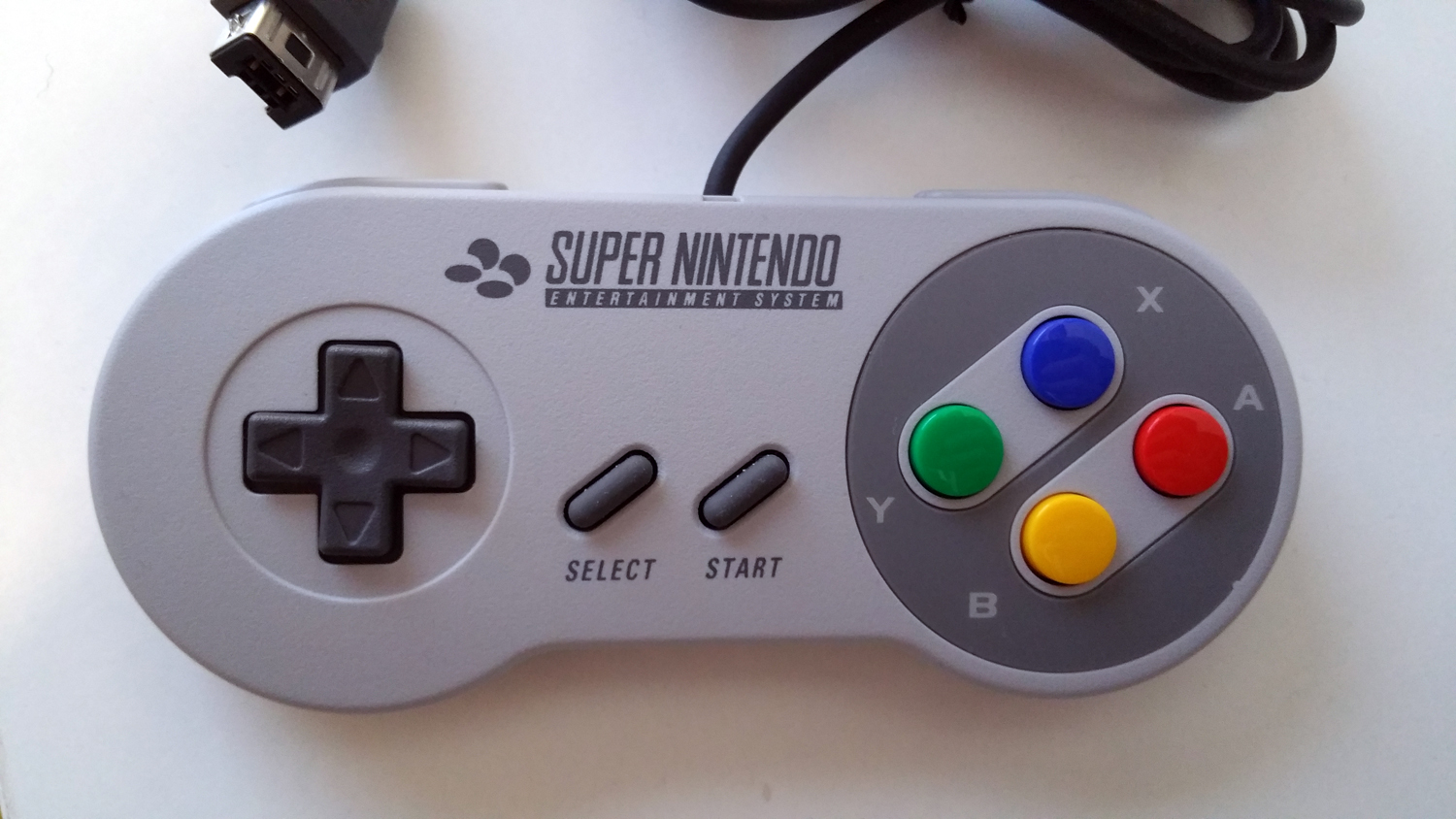
Vorderseite Controller
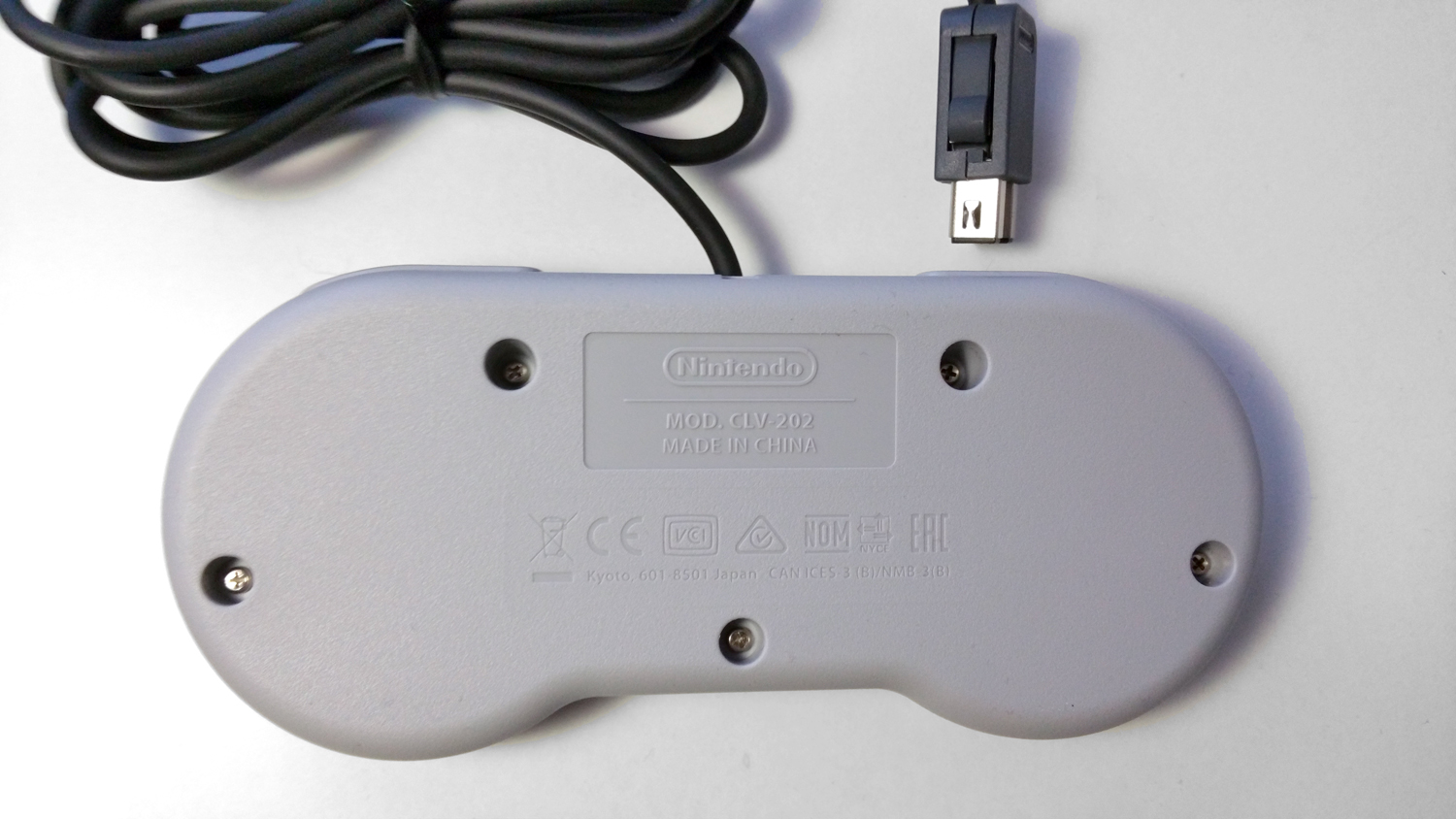
Rückseite Controller